# 東領家出口
東領家出口（ひがしりょうけでぐち）は、埼玉県川口市東領家五丁目にある首都高速道路川口線のインターチェンジ。江北ジャンクション方面からの出口のみのため、他方向は隣接する鹿浜橋出入口や加賀出入口を利用する。
この出口から、カーブがきつく見通しが悪いため、常時最高速度が60km/hに制限されている。

## 連絡している一般道路
- 東京都道・埼玉県道239号足立川口線（側道）
- 東京都道・埼玉県道107号東京川口線 - 約0.9km南の鹿浜交差点にて環七通りに接続する。

## 周辺
川口市東領家は市南東部にある町である。町は新芝川の下流、荒川河口近くに位置し、新芝川によって東西に分断されている。東領家出口がある五丁目と加賀出口がある四丁目は新芝川の東岸に位置し、陸続きで隣接する東京都足立区鹿浜に都市農業公園がある。
公共交通ではJR川口駅から国際興業バス・川21系統で20分ほど、東京メトロ南北線・埼玉高速鉄道線の赤羽岩淵駅(東京都北区)から同バス・赤23系統で15分、JR赤羽駅（北区）や東武伊勢崎線西新井駅（足立区）から同系統で20分ほどを要し、川口駅と赤羽岩淵駅とは直線約3kmでほぼ等距離。バス便は川口駅へは毎時1～2本ほど、赤羽岩淵駅・赤羽駅・西新井駅へ毎時3～4本ほど運行されているものの、公共交通機関でのアクセスがやや不便な地域である。周辺は町工場が多く、住宅は比較的少ない。

## 隣
首都高速川口線
(S01,S02)鹿浜橋出入口 - (S04)東領家出口 - (S05)加賀出入口